# Казах ТВ
Казах ТВ (с оригинално наименование: Qazaq TV) е информационен и образователен канал в Казахстан, собственост на агенция „Хабар“. Излъчва денонощно в две версии с идентично съдържание: национално – на казахски и руски; и международни – на казахски, английски. Излъчването се осъществява от медиен център „Қазмедиа орталығы“ в Астана, в HDTV стандарт и формат 16:9.

## История
На 25 октомври 2002 г. телевизионният канал започва да се излъчва под името „CaspioNet“. На 1 септември 2012 г. променя името си на Казах ТВ. От 25 октомври 2012 г. каналът се формира от новия медиен център „Қазмедиа орталығы“ в Астана, в HDTV стандарт и формат 16:9.